# 全国学童野球振興協会
特定非営利活動法人全国学童野球振興協会（ぜんこくがくどうやきゅうしんこうきょうかい）は、学童軟式野球全国大会ポップアスリートカップ星野仙一旗争奪を運営する特定非営利活動法人である。通称：JrBA（ジェイアールビーエー）。

## 概要
『野球を通した次世代の子供達の育成』という理念を掲げ、学童野球の発展を通して青少年の育成に寄与する目的で2012年12月20日に設立された団体である。
- 理事長：伊藤　浩

## 主催イベント
- 学童軟式野球全国大会ポップアスリートカップ星野仙一旗争奪
  - 学童チームによる軟式野球の全国大会。 参加チームは2022年現在1300チーム以上であり、決勝戦は明治神宮野球場や横浜スタジアムなどの NPBフランチャイズ球場にて行われるなど選手が大きな目標とする大会の一つ。
- JrBA野球教室
  - 各社の協賛により、プロ野球選手OBによる野球教室を開催する。 (過去協賛企業：大正製薬・明治製菓・アシックスジャパンなど)